# 脳地図
脳地図（英: brain atlas）とは、脳の様々な解剖面に沿った断面画像を連続的に張り合わせて作った地図である。健康な脳や病気の脳、成熟した脳や発展途上の脳、動物の脳や人間の脳の地図がある。それぞれの脳の輪郭や体積は地図上の座標系にマッピングされる。脳地図は脳機能マッピングの画像データを、切れ目なく包括的に地図の形に再構成したものである。マッピングするデータは、解剖学的、遺伝学的、または機能的なものがあり得る。
ほとんどの地図では、三次元座標軸の取り方は、latero-lateral (x), dorso-ventral (y) and rostro-caudal (z) となっている（用語については解剖学における方向の表現を参照）。断面としては以下のものがある：
- 冠状面
- 矢状面
- 横断面

表面地図も、3Dの連続断面地図に加えて用いられることもある。
ヒトの脳の他に、マウス、アカゲザル、ショウジョウバエ、その他の生物の脳地図が作成されている。

## 著名な脳地図プロジェクト
- Allen Brain Atlas
- BrainMaps
- BigBrain
- 他